# 자기유사성

코흐 곡선은 확대 했을 때 무한 반복적인 자기 유사성이 있다.

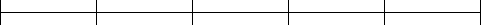
표준 (자명한) 자기유사성.

수학에서 자기 유사성(영어: self similarity)은 부분을 확대할 때 자신을 포함한 전체와 닮은 모습을 보여주는 성질이다. 해안선 같은 현실의 많은 물체들은 통계적으로 자기유사적이다: 그 물체의 일부가 여러 측면에서 같은 통계적 특성이 나타난다. 자기 유사성은 인공적인 프랙탈의 전형적인 특성이다. 크기변환 불변성은 어느 정도로 확대하더라도 전체와 닮은 작은 조각이 있다는 점에서 자기유사성과 정확히 같은 형태이다. 예를 들어, 코흐 눈송이의 옆면은 대칭이면서 크기변환 불변으로 모양이 바뀌지 않으면서 계속해서 3배씩 확대할 수 있다. 프랙탈에서 자명하지 않은 유사성은 자신의 세부 구조나 임의의 작은 크기의 세부사항에 의해 구분된다. 그 반례로, 직선의 어떤 부분도 전체와 유사하지만, 세부사항은 나타나지 않는다.
시간 의존적 현상은 다른 시간에 측정한 특정 관측 가능한 양의 수치적 값 {\displaystyle f(x,t)}이 다르지만 대응하는 무차원 양 {\displaystyle x/t^{z}}이 불변일 때 자기유사성이 나타난다고 할 수 있다. {\displaystyle f(x,t)}가 동적 스케일링을 나타낼 경우에 일어난다. 이 아이디어는 단순히 두 삼각형의 닮음에 관한 아이디어의 확장이다. 두 삼각형의 세 변의 길이가 수치적으로는 다르지만 각 같은 대응하는 무차원 양이 같으면 닮았다는 것을 참고하라.

## 자기 아핀성

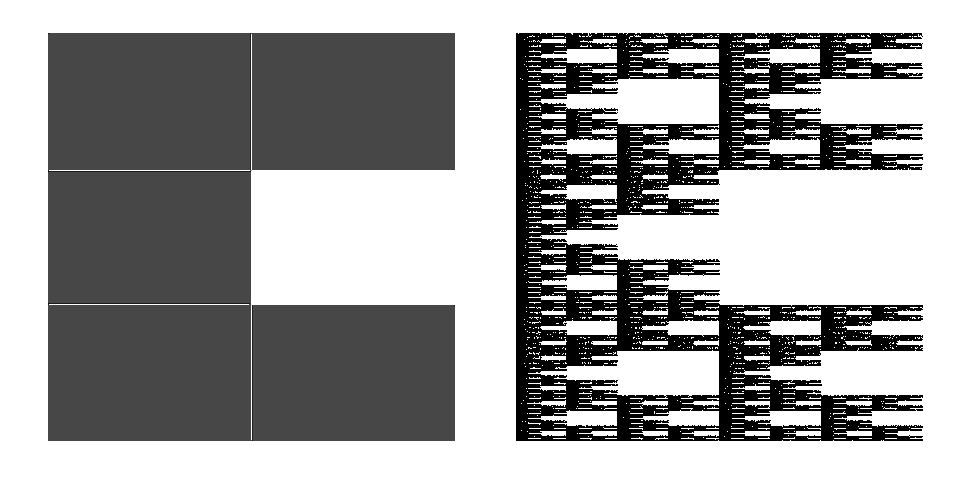
하우스도르프 차원=1.8272인 자기 아핀 프랙탈.

수학에서 자기 아핀성(영어: self-affinity)은 조각이 x와 y 방향으로 서로 다른 양으로 크기 변환된 프랙탈의 특징이다. 다시말해, 이 프랙탈 물체가 자기유사성을 갖도록 조정하려면 비등방 아핀 변환을 사용해서 크기 재조절을 해야 한다는 것을 의미한다.

## 정의
콤팩트 위상 공간 X는 다음을 만족하는 비전사 위상동형사상 {\displaystyle \{f_{s}:s\in S\}}을 가리키는 유한 집합 S가 존재하면 자기유사하다:
{\displaystyle X=\bigcup _{s\in S}f_{s}(X)}
{\displaystyle X\subset Y}이면, X가 {\displaystyle \{f_{s}:s\in S\}}에 대한 위의 식을 만족하는 Y의 유일한 공집합이 아닌 부분집합이면 X는 자기유사하다. 그리고 다음을 자기유사 구조라고 부른다:
{\displaystyle {\mathfrak {L}}=(X,S,\{f_{s}:s\in S\})}
위상동형사상은 반복 함수일 수 있어서, 그럴 경우에는 반복 함수 계가 된다. 함수의 구성은 모노이드의 대수적 구성을 만든다. 집합 S의 원소가 두 개 밖에 없을 경우, 이 모노이드는 이진 모노이드로 알려져 있다. 이진 모노이드는 무한 이진 트리를 통해서 시각화 할 수 있다. 더 일반적으로, 집합 S의 원소가 p개 있으면, 그 모노이드는 p진 트리로 표현할 수 있다.
이진 모노이드의 자기 동형 사상은 모듈러 군이다. 자기 동형 사상은 이진 트리의 쌍곡 회전으로 볼 수 있다.
자기유사성 보다 더 일반적인 표기법은 자기 아핀성이다.

## 예시

망델브로 집합에서 (−1.401155189..., 0)에 있는 파이겐바움 점을 확대해서 나타낸 자기유사성

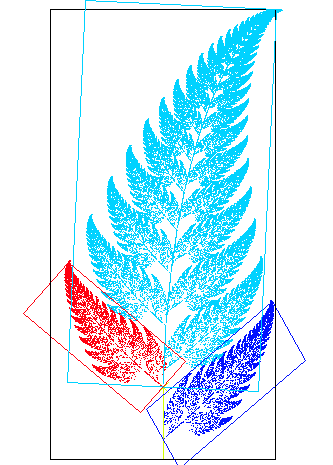
아핀 자기유사성을 나타내는 양치류

망델브로 집합은 Misiurewicz 점 주변에서도 자기유사하다.
자기유사성은 컴퓨터 네트워크의 디자인에 전형적인 네트워크 트래픽이 자기유사 속성을 가지기 때문에 중요하다. 예를 들어, 텔레트래픽 공학에서, 패킷 교환된 데이터 트래픽 패턴은 통계적으로 자기유사적으로 나타난다. 이 특성은 푸아송 분포를 사용하는 단순한 모델은 부정확하고 자기유사성을 적용하지 않은 네트워크는 예상하지 못한 방향으로 작동한다는 의미이다.
비슷하게, 주식 시장의 동향은 자기 아핀성을 나타내는 것으로 설명된다. 즉, 이 동향이 나타난 세부 사항에 적절한 아핀 변환을 하면 자기유사하게 나타난다는 의미이다. 앤드류 로는 주식 시장 기록은 계량경제학에서 자기유사성으로 복귀한다는 것을 설명했다.
유한 세분 규칙은 칸토어 집합이나 시에르핀스키 삼각형을 포함하는 자기 유사 집합을 만드는 강력한 기술이다.

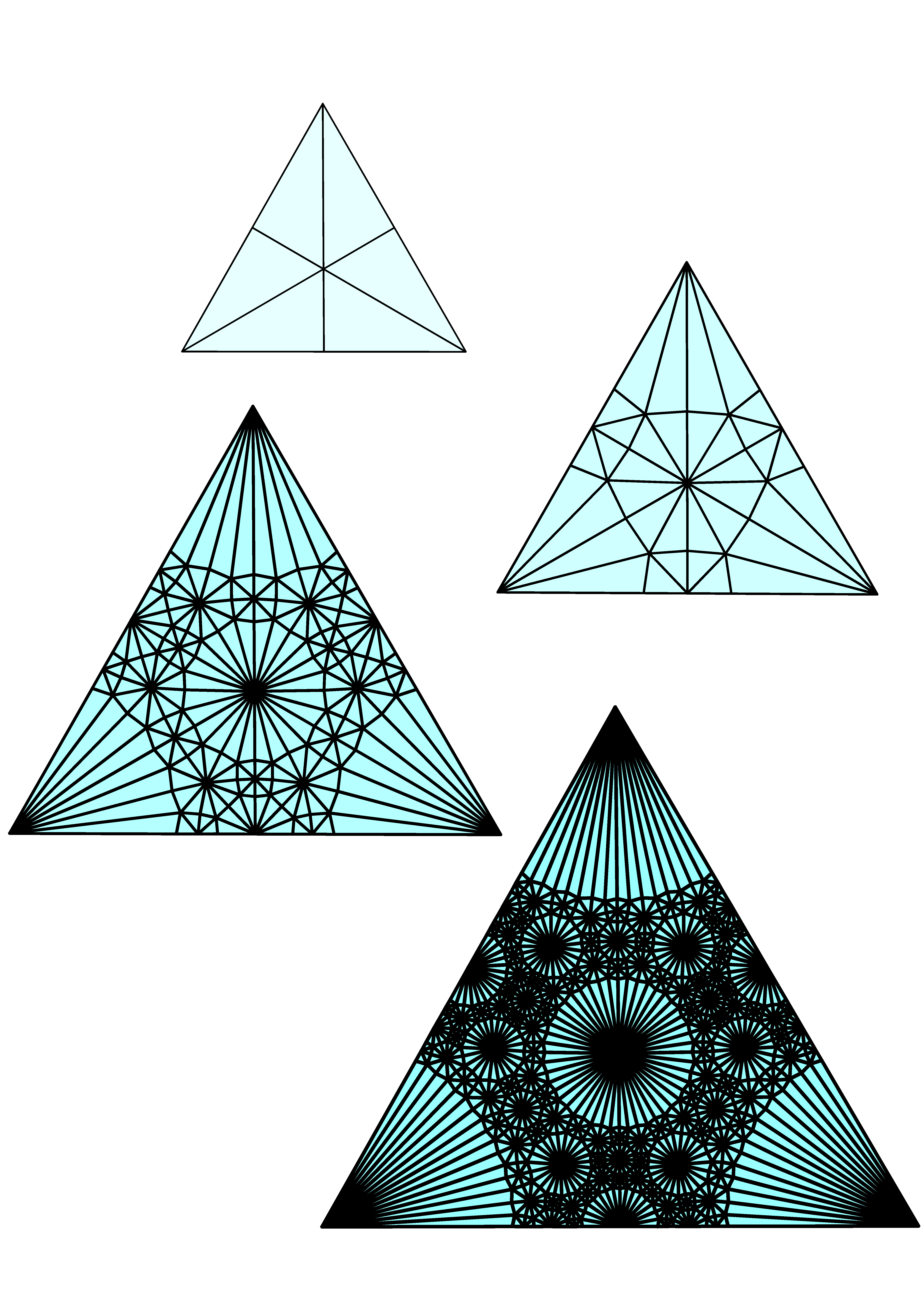
무게중심 분할을 이용해서 반복적으로 나눠진 삼각형. 큰 원들의 나머지는 시에르핀스키 카펫이 된다

### 자연에서

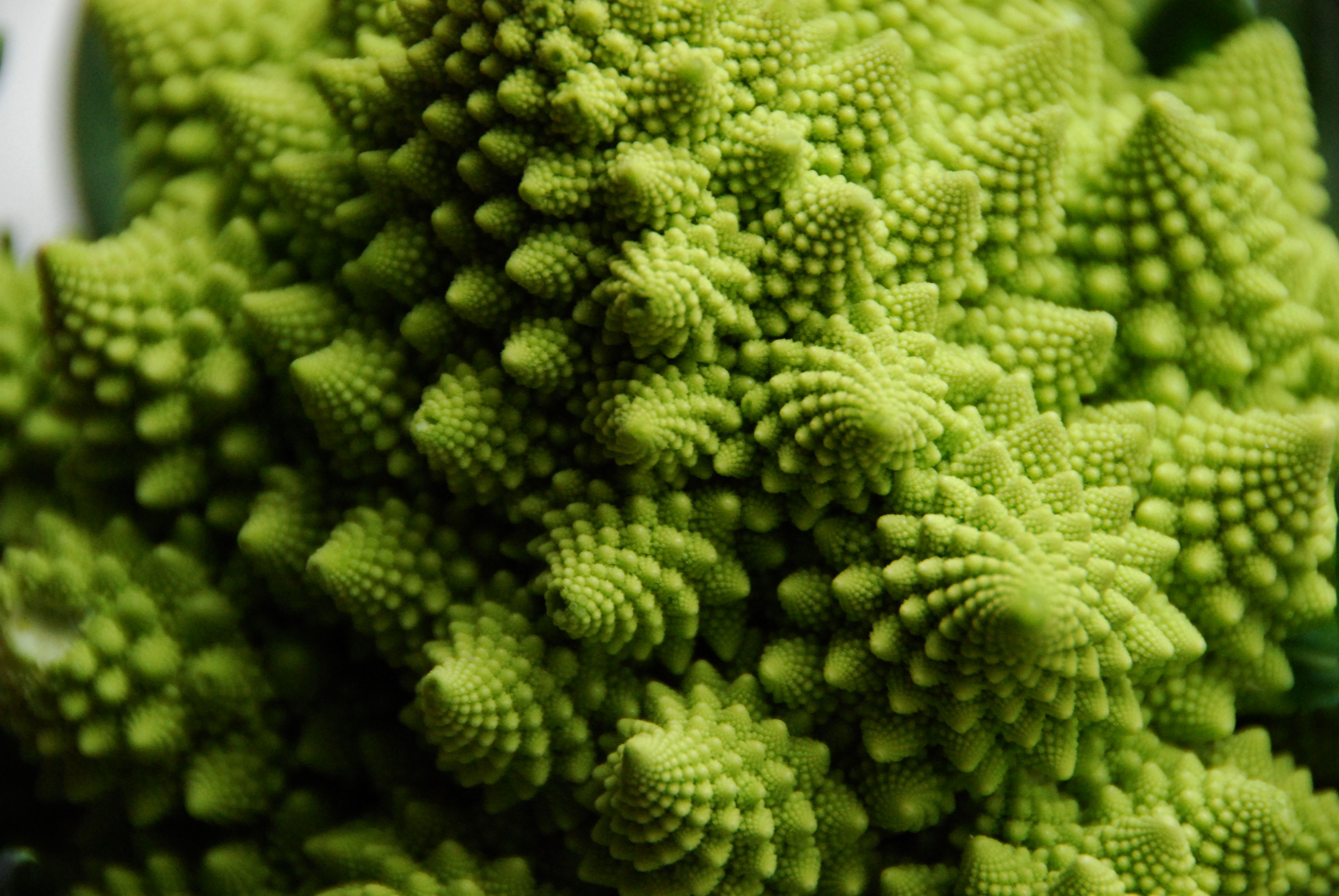
로마네스코 브로콜리를 확대한 것.

자기유사성은 자연에서도 찾을 수 있다. 오른쪽은 수학적으로 생성된 자연적인 양치류와 닮은 완벽한 자기유사적인 양치류의 이미지이다. 로마네스코 브로콜리 같은 다른 식물도 강한 자기유사성을 나타낸다.

### 음악에서
- 엄격한 카논은 다양한 종류와 양의 자기유사성을 푸가의 일부로써 나타낸다.
- 셰퍼드 음은 주파수나 파장 영역에서 자기유사하다.
- 덴마크 작곡가인 페르 뇌고르는 자신의 음악 대부분에서 '무한 급수'라고 불리는 자기유사 정수 수열을 사용했다.
- 음악 정보 검색의 영역에서, 자기유사성은 보통 음악이 반복되는 부분들로 이루어져 있다는 사실을 가리킨다.[9] 다시 말해, 음악은 크기 변환이 아니라(또는 크기 변환과 함께) 시간 변환에 의한 자기유사성을 띈다.[10]

## 같이 보기
- 드로스트 효과
- 장거리 의존성
- 재귀
- 자기비유사성
- 자기 참조
- 자기복제
- 테라곤
- 테셀레이션
- 트위디 분포
- 지프의 법칙

### 자기아핀성
- “Self-affinity and fractal dimension” (PDF). 《Physica Scripta》 32: 257–260. 1985. doi:10.1088/0031-8949/32/4/001.
- Victor Sapozhnikov and Efi Foufoula-Georgiou (May 1996). “Self-affinity in braided rivers” (PDF). 《Water Resources Research》 32 (5): 1429–1439. Bibcode:1996WRR....32.1429S. doi:10.1029/96wr00490.[깨진 링크(과거 내용 찾기)]
- Benoît B. Mandelbrot. 《Gaussian Self-Affinity and Fractals: Globality, the Earth, 1/F Noise, and R/S》. ISBN 0387989935.